# 2024 no desporto
Nesta página encontram-se os fatos e referências do desporto que aconteceram durante o ano de 2024.

## Resumo
| Data                          | Esporte                | Anfitrião/Evento                            | Campeão                                         |
| ----------------------------- | ---------------------- | ------------------------------------------- | ----------------------------------------------- |
| 2–25 de janeiro               | Futebol                | Copa São Paulo de Futebol Júnior            | Corinthians                                     |
| 9-14 de janeiro               | Badminton              | Aberto de Petronas Malasya                  | China                                           |
| 10–28 de janeiro              | Handebol               | Campeonato Europeu Masculino                | França                                          |
| 12 de janeiro–10 de fevereiro | Futebol                | Copa da Ásia de 2023                        | Catar                                           |
| 13 de janeiro                 | Automobilismo          | ePrix da Cidade do México (FE #1)           | Pascal Wehrlein                                 |
| 13 de janeiro–11 de fevereiro | Futebol                | Copa Africana de Nações de 2023             | Costa do Marfim                                 |
| 14–28 de janeiro              | Ténis                  | Australian Open                             | Jannik Sinner                                   |
| 14–28 de janeiro              | Ténis                  | Australian Open                             | Aryna Sabalenka                                 |
| 16–20 de janeiro              | Andebol                | Campeonato Sul e Centro-Americano Masculino | Brasil                                          |
| 17–27 de janeiro              | Andebol                | Campeonato Africano Masculino               | Egito                                           |
| 19 de janeiro–2 de fevereiro  | Evento Multidesportivo | Jogos Olímpicos de Inverno da Juventude     | Itália                                          |
| 26–27 de janeiro              | Automobilismo          | ePrix de Daria (FE #2 e #3)                 | Jake Dennis e Nick Cassidy                      |
| 2–10 de fevereiro             | Futsal                 | Copa América                                | Brasil                                          |
| 2–18 de fevereiro             | Esportes Aquáticos     | Campeonato Mundial                          | China                                           |
| 2 de fevereiro–16 de março    | Rugby Union            | Torneio das Seis Nações                     | Irlanda                                         |
| 4 de fevereiro                | Futebol                | Supercopa do Brasil                         | São Paulo                                       |
| 6 de fevereiro–30 de novembro | Futebol                | Copa Libertadores da América                | Botafogo                                        |
| 15–25 de fevereiro            | Futebol de Areia       | Copa do Mundo                               | Brasil                                          |
| 20 de fevereiro–10 de março   | Futebol                | Copa Ouro Feminina da CONCACAF              | Estados Unidos                                  |
| 22–29 de fevereiro            | Futebol                | Recopa Sul-Americana                        | Fluminense                                      |
| 2 de março                    | Automobilismo          | Grande Prêmio do Barém (F1 #1)              | Max Verstappen                                  |
| 5 de março–23 de novembro     | Futebol                | Copa Sul-Americana                          | Racing                                          |
| 6–16 de março                 | Surfe                  | MEO Rip Curl Pro Portugal                   | João Chianca                                    |
| 6–16 de março                 | Surfe                  | MEO Rip Curl Pro Portugal                   | Caitlin Simmers                                 |
| 8–23 março                    | Evento Multidesportivo | Jogos Pan-Africanos de 2023                 | Egito                                           |
| 9 de março                    | Automobilismo          | Grande Prêmio da Arábia Saudita (F1 #2)     | Max Verstappen                                  |
| 16 de março                   | Automobilismo          | ePrix de São Paulo (FE #4)                  | Sam Bird                                        |
| 21–26 de março                | Futebol                | FIFA Series (ACUD CUP)                      | Croácia                                         |
| 24 de março                   | Automobilismo          | Grande Prêmio da Austrália (F1 #3)          | Carlos Sainz Jr.                                |
| 30 de março                   | Automobilismo          | ePrix de Tóquio (FE #5)                     | Maximilian Günther                              |
| 5–14 de abril                 | Evento Multidesportivo | Jogos Bolivarianos da Juventude             | Colômbia                                        |
| 7 de abril                    | Automobilismo          | Grande Prêmio do Japão (F1 #4)              | Max Verstappen                                  |
| 13–14 de abril                | Automobilismo          | ePrix de Misano Adriático (FE #6 e #7)      | Oliver Rowland e Maximilian Günther             |
| 13 de abril–8 de dezembro     | Futebol                | Campeonato Brasileiro                       | Botafogo                                        |
| 21 de abril                   | Automobilismo          | Grande Prêmio da China (F1 #5)              | Max Verstappen                                  |
| 27 de abril                   | Automobilismo          | ePrix de Mônaco (FE #8)                     | Mitch Evans                                     |
| 5 de maio                     | Automobilismo          | Grande Prêmio de Miami (F1 #6)              | Lando Norris                                    |
| 11–12 de maio                 | Automobilismo          | ePrix de Berlim (FE #9 e #10)               | Nick Cassidy e António Félix da Costa           |
| 14 de maio–23 de junho        | Voleibol               | Liga das Nações Feminina                    | Itália                                          |
| 19 de maio                    | Automobilismo          | Grande Prêmio da Emília-Romanha (F1 #7)     | Max Verstappen                                  |
| 21 de maio–30 de junho        | Voleibol               | Liga das Nações Masculina                   | França                                          |
| 25–26 de maio                 | Automobilismo          | ePrix de Xangai (FE #11 e #12)              | Mitch Evans e António Félix da Costa            |
| 26 de maio                    | Automobilismo          | Grande Prêmio de Mônaco (F1 #8)             | Charles Leclerc                                 |
| 26 de maio–9 de junho         | Ténis                  | Roland Garros                               | Carlos Alcaraz                                  |
| 26 de maio–9 de junho         | Ténis                  | Roland Garros                               | Iga Świątek                                     |
| 1 de julho–14 de julho        | Ténis                  | Wimbledon                                   | Carlos Alcaraz                                  |
| 1 de julho–14 de julho        | Ténis                  | Wimbledon                                   | Barbora Krejčíková                              |
| 9 de junho                    | Automobilismo          | Grande Prêmio do Canadá (F1 #9)             | Max Verstappen                                  |
| 14 de junho–14 de julho       | Futebol                | Campeonato Europeu                          | Espanha                                         |
| 20 de junho–14 de julho       | Futebol                | Copa América                                | Argentina                                       |
| 22–30 de junho                | Surfe                  | Rio Pro                                     | Ítalo Ferreira                                  |
| 22–30 de junho                | Surfe                  | Rio Pro                                     | Caitlin Simmers                                 |
| 23 de junho                   | Automobilismo          | Grande Prêmio da Espanha (F1 #10)           | Max Verstappen                                  |
| 29–30 de junho                | Automobilismo          | ePrix de Portland (FE #13 e #14)            | António Félix da Costa e António Félix da Costa |
| 30 de junho                   | Automobilismo          | Grande Prêmio da Áustria (F1 #11)           | George Russell                                  |
| 7 de julho                    | Automobilismo          | Grande Prêmio da Grã-Bretanha (F1 #12)      | Lewis Hamilton                                  |
| 20–21 de julho                | Automobilismo          | ePrix de Londres (FE #15 e #16)             | Pascal Wehrlein e Oliver Rowland                |
| 21 de julho                   | Automobilismo          | Grande Prêmio da Hungria (F1 #13)           | Oscar Piastri                                   |
| 26 de julho–11 de agosto      | Evento Multidesportivo | Jogos Olímpicos de Verão                    | Estados Unidos                                  |
| 28 de julho                   | Automobilismo          | Grande Prêmio da Bélgica (F1 #14)           | Lewis Hamilton                                  |
| 14 de agosto                  | Futebol                | Supercopa da UEFA                           | Real Madrid                                     |
| 25 de agosto                  | Automobilismo          | Grande Prêmio dos Países Baixos (F1 #15)    | Lando Norris                                    |
| 26 de agosto–8 de setembro    | Ténis                  | US Open                                     | Jannik Sinner                                   |
| 26 de agosto–8 de setembro    | Ténis                  | US Open                                     | Aryna Sabalenka                                 |
| 28 de agosto–12 de setembro   | Evento Multidesportivo | Jogos Paralímpicos de Verão                 | China                                           |
| 31 de agosto–22 de setembro   | Futebol                | Copa do Mundo Feminina Sub-20               | Coreia do Norte                                 |
| 1 de setembro                 | Automobilismo          | Grande Prêmio da Itália (F1 #16)            | Charles Leclerc                                 |
| 14 de setembro–6 de outubro   | Futsal                 | Copa do Mundo                               | Brasil                                          |
| 15 de setembro                | Automobilismo          | Grande Prêmio do Azerbaijão (F1 #17)        | Oscar Piastri                                   |
| 22 de setembro                | Automobilismo          | Grande Prêmio de Singapura (F1 #18)         | Lando Norris                                    |
| 16 de outubro–3 de novembro   | Futebol                | Copa do Mundo Feminina Sub-17               | Coreia do Norte                                 |
| 20 de outubro                 | Automobilismo          | Grande Prêmio dos Estados Unidos (F1 #19)   | Charles Leclerc                                 |
| 27 de outubro                 | Automobilismo          | Grande Prêmio da Cidade do México (F1 #20)  | Carlos Sainz Jr.                                |
| 3 de novembro                 | Automobilismo          | Grande Prêmio de São Paulo (F1 #21)         | Max Verstappen                                  |
| 23 de novembro                | Automobilismo          | Grande Prêmio de Las Vegas (F1 #22)         | George Russell                                  |
| Dezembro                      | Futebol                | Copa Intercontinental da FIFA               | Real Madrid                                     |
| 1 de dezembro                 | Automobilismo          | Grande Prêmio do Catar (F1 #23)             | George Russell                                  |
| 6–15 de dezembro              | Evento Multidesportivo | Jogos Bolivarianos                          | Peru                                            |
| 8 de dezembro                 | Automobilismo          | Grande Prêmio de Abu Dhabi (F1 #24)         | Lando Norris                                    |

## Eventos previstos

### Eventos Multidesportivos
- 19 de janeiro a 2 de fevereiro – Jogos Olímpicos de Inverno da Juventude, em  Gangwon.[3]
- 8 a 23 de março – Jogos Pan-Africanos de 2023, em  Acra.[4]
- 5 a 14 de abril – Jogos Bolivarianos da Juventude, em  Sucre.[5]
- 26 de julho a 11 de agosto – Jogos Olímpicos de Verão, em  Paris.[6]
- 28 de agosto a 12 de setembro – Jogos Paralímpicos de Verão, em  Paris.[7]
- 6 a 15 de dezembro – Jogos Bolivarianos, em  Aiacucho.[8]

### Automobilismo
- 13 de janeiro a 21 de julho - Fórmula E.[9]
- 27 de janeiro a 12 de outubro - IMSA SportsCar Championship [10][11][12]
- 4 de fevereiro a 10 de novembro - NASCAR Cup Series.[13]
- 2 de março a 2 de novembro - Mundial de Endurance (FIA WEC).[14]
- 2 de março a 8 de dezembro - Fórmula 1.[15]
- 10 de março a 15 de setembro - Fórmula Indy.[16]

### Esporte Aquáticos
- 2 a 18 de fevereiro – Campeonato Mundial, em  Doha.[17]

### Futebol
- 2 a 25 de janeiro - Copa São Paulo de Futebol Júnior.[18]
- 12 de janeiro a 10 de fevereiro - Copa da Ásia de 2023, no  Catar.[19]
- 13 de janeiro a 11 de fevereiro - Copa Africana de Nações de 2023, na  Costa do Marfim.[20]
- 3 de fevereiro - Supercopa do Brasil.[21]
- 7 de fevereiro a 30 de novembro - Copa Libertadores da América.[22]
- 20 de fevereiro a 10 de março – Copa Ouro Feminina da CONCACAF, nos  Estados Unidos.[23]
- 21 e 28 de fevereiro - Recopa Sul-Americana.[22]
- 21 de fevereiro a 10 de novembro - Copa do Brasil.[21]
- 6 de março a 23 de novembro - Copa Sul-Americana.[22]
- 21 a 26 de março - FIFA Series [24]
- 14 de abril a 8 de dezembro - Campeonato Brasileiro.[21]
- 14 de junho a 14 de julho - UEFA Euro, na  Alemanha.[25]
- 20 de junho a 14 de julho - Copa América, nos  Estados Unidos [22]
- 14 de agosto - Supercopa da UEFA, em  Varsóvia.[26]
- 31 de agosto a 22 de setembro – Copa do Mundo Feminina Sub-20, na  Colômbia.[27]
- 16 de outubro a 3 de novembro – Copa do Mundo Feminina Sub-17, na  República Dominicana.[28]
- Dezembro – Copa Intercontinental da FIFA.[29]

### Futsal
- 2 a 10 de fevereiro – Copa América, no  Paraguai.[30]
- 14 de setembro a 6 de outubro – Copa do Mundo, no  Uzbequistão.[31]

### Futebol de Areia
- 15 a 25 de fevereiro – Copa do Mundo, em  Dubai.[32]

### Handebol
- 10 a 28 de janeiro – Campeonato Europeu Masculino, na  Alemanha.[33]
- 16 a 20 de janeiro – Campeonato Sul e Centro-Americano Masculino, na  Argentina.[34]
- 17 a 27 de janeiro – Campeonato Africano Masculino, no  Egito.[35]

### Rugby
- 2 de fevereiro a 16 de março - Torneio das Seis Nações.[36]

### Surfe
- 29 de janeiro a 14 de setembro - World Surf League [37]
  - 6 a 16 de março – MEO Rip Curl Pro Portugal, em  Supertubos (Peniche).[38]
  - 22 a 30 de junho – Rio Pro, em  Saquarema.[38]

### Tênis
- 14 a 28 de janeiro – Australian Open.[39]

### Voleibol
- 14 de maio a 23 de junho - Liga das Nações Feminina.[40]
- 21 de maio a 30 de junho - Liga das Nações Masculina.[40]

## Fa(c)tos

### Janeiro
- 7 de janeiro - A  Alemanha vence a United Cup de Tênis.[41]
- 15 de janeiro – A FIFA homenageia a jogadora de futebol Marta Vieira da Silva, com a criação do Prêmio Marta, a fim de premiar a jogadora que marcou o gol mais bonito do futebol feminino no ano, o prêmio passa a  valer a partir do The Best 2024.[42][43]
- 20 de janeiro –  Zion Bethonico conquista a medalha de bronze no snowboard cross, e se torna o primeiro atleta brasileiro a conquistar uma medalha em Jogos Olímpicos de Inverno da Juventude, e também o primeiro incluindo o evento principal.[44][45]
- 25 de janeiro - O  Corinthians vence a Copa São Paulo de Futebol Júnior. [46]
- 27 de janeiro -  Aryna Sabalenka [nota 1] vence a chave simples feminina do Aberto da Austrália de Tênis. [48]
- 28 de janeiro
  -  Jannik Sinner vence a chave simples masculina do Aberto da Austrália de Tênis.[49]
  -  Dane Cameron,  Felipe Nasr,  Josef Newgarden e  Matt Campbell, com um Porsche 963, vencem as 24 Horas de Daytona. [50]
  - A  França vence o Campeonato Europeu de Andebol Masculino.[51]

### Fevereiro
- 4 de fevereiro - O  São Paulo vence a Supercopa do Brasil. [52]
- 10 de fevereiro - O  Catar vence a Copa da Ásia de 2023.[53]
- 11 de fevereiro
  - O  Brasil vence a Copa América de Futsal.[54]
  - A  Costa do Marfim vence a Copa Africana de Nações de 2023.[55]
  - O  Paraguai vence o Torneio Pré-Olímpico Sul-Americano de Futebol.[56]
  - O  Kansas City Chiefs vence o Super Bowl LVIII e é campeão da NFL.[57]
- 16 de fevereiro - O  Sada Cruzeiro Vôlei vence o Campeonato Sul-Americano de Clubes de Voleibol Masculino.[58]
- 18 de fevereiro
  - O  Corinthians vence a Supercopa do Brasil de Futebol Feminino.[59]
  - O  Minas Tênis Clube vence o Campeonato Sul-Americano de Clubes de Voleibol Feminino.[60]
  - A  China encerra sua participação no Campeonato Mundial de Esportes Aquáticos com 33 medalhas, sendo 23 de ouro, ficando na primeira posição no quadro de medalhas.[61]
- 19 de fevereiro -  William Byron vence as 500 Milhas de Daytona.[62]
- 25 de fevereiro - O  Brasil vence a Copa do Mundo de Futebol de Areia.[63]
- 29 de fevereiro - O  Fluminense vence a Recopa Sul-Americana.[64]

### Março
- 3 de março
  -  Gabriel Medina e  Sally Fitzgibbons vencem os ISA World Surfing Games.[65]
  -  Benson Kipruto e  Sutume Kebede vencem a Maratona de Tóquio.[66]
- 16 de março - A  Irlanda vence o Seis Nações de Rugby Union.[67]
- 17 de março - O  Flamengo vence a Copa Libertadores da América Sub-20.[68]
- 23 de março - O  Egito termina os Jogos Pan-Africanos de 2023 com 189 medalhas, sendo 101 de ouro, ficando na primeira colocação no quadro de medalhas.[69]
- 24 de março - Os  Estados Unidos vencem a Liga das Nações da CONCACAF de 2023–24.[70]

### Abril
- 6 de abril
  - O  Grêmio vence o Campeonato Gaúcho de Futebol.[71]
  - O  Sport vence o Campeonato Pernambucano de Futebol. [72]
  - O  Criciúma vence o Campeonato Catarinense de Futebol.[73]
  - O  Ceará vence o Campeonato Cearense de Futebol.[74]
  - O  Altos vence o Campeonato Piauiense de Futebol.[75]
  - O  Cuiabá vence o Campeonato Mato-Grossense de Futebol.[76]
  - O  Ceilândia vence o Campeonato Brasiliense de Futebol.[77]
  - O  CRB vence o Campeonato Alagoano de Futebol.[78]
  - O  Athletico Paranaense vence o Campeonato Paranaense de Futebol.[78]
  - O  União de Palmas vence o Campeonato Tocantinense de Futebol.[79]
- 7 de abril
  - O  Atlético Mineiro vence o Campeonato Mineiro de Futebol.[80]
  - O  Flamengo vence o Campeonato Carioca de Futebol.[81]
  - O  Vitória vence o Campeonato Baiano de Futebol.[82]
  - O  Palmeiras vence o Campeonato Paulista de Futebol.[83]
  - O  Atlético Goianiense vence o Campeonato Goiano de Futebol.[84]
- 10 de abril - O  América de Natal vence o Campeonato Potiguar de Futebol.[85]
- 13 de abril
  - O  Sousa vence o Campeonato Paraibano de Futebol.[86]
  - O  Rio Branco-ES vence o Campeonato Capixaba de Futebol.[87]
  - O  Confiança vence o Campeonato Sergipano de Futebol.[88]
- 14 de abril
  - O  Bayer Leverkusen vence o Campeonato Alemão de Futebol.[89]
  - O  Paysandu vence o Campeonato Paraense de Futebol.[90]
  - O  Manaus vence o Campeonato Amazonense de Futebol.[91]
  -  Scottie Scheffler vence o Masters de Golfe.[92]
- 15 de abril -  Sisay Lemma e  Hellen Obiri vencem a Maratona de Boston.[93]
- 21 de abril
  - O  Minas Tênis Clube vence a Superliga Brasileira de Voleibol Feminino.[94]
  -  Alexander Mutiso e  Peres Jepchirchir vencem a Maratona de Londres.[95]
- 22 de abril - O  Internazionale vence o Campeonato Italiano de Futebol.[96]
- 28 de abril - O  Sesi-Bauru vence a Superliga Brasileira de Voleibol Masculino.[97]

### Maio
- 4 de maio - O  Real Madrid vence o Campeonato Espanhol de Futebol.[98]
- 19 de maio
  - O  Manchester City vence o Campeonato Inglês de Futebol.[99]
  -  Xander Schauffele vence o Campeonato do PGA de golfe.[100]
- 22 de maio - A  Atalanta vence a Liga Europa da UEFA.[101]
- 26 de maio
  -  Josef Newgarden vence as 500 Milhas de Indianápolis.[102]
  -  Tadej Pogačar vence o Giro d'Italia.[103]
  -  Charles Leclerc vence o Grande Prêmio de Mônaco.[104]
- 29 de maio
  - O  Olympiacos vence a Liga Conferência Europa da UEFA.[105]
  - O  Paysandu vence a Copa Verde de Futebol.[106]

### Junho
- 1 de junho - O  Real Madrid vence a Liga dos Campeões da UEFA.[107]
- 8 de junho -  Iga Świątek vence a chave simples feminina do Torneio de Roland Garros.[108]
- 9 de junho
  - O  Fortaleza vence a Copa do Nordeste de Futebol.[109]
  -  Carlos Alcaraz vence a chave simples masculina do Torneio de Roland Garros.[110]
- 13 de junho -  Franca vence o Novo Basquete Brasil.[111]
- 16 de junho
  -  Antonio Fuoco,  Miguel Molina e  Nicklas Nielsen, com uma Ferrari 499P, vencem as 24 Horas de Le Mans [112]
  -  Bryson DeChambeau vence o U.S. Open de golfe.[113]
- 17 de junho - O  Boston Celtics vence a NBA.[114]
- 23 de junho - A  Itália vence a Liga das Nações de Voleibol Feminino.[115]
- 24 de junho - O  Florida Panthers vence a Stanley Cup e é campeão da NHL.[116]
- 29 de junho - A  India vence a Copa do Mundo de Críquete T20.[117]
- 30 de junho - A  França vence a Liga das Nações de Voleibol Masculino.[118]

### Julho
- 13 de julho -  Barbora Krejčíková vence a chave simples feminina do Torneio de Wimbledon.[119]

- 14 de julho
  -  Carlos Alcaraz vence a chave simples masculina do Torneio de Wimbledon.[120]
  - A  Espanha vence a UEFA Euro.[121]
  - A  Argentina vence a Copa América de Futebol.[122]
- 21 de julho
  -  Pascal Wehrlein vence o Campeonato Mundial de Fórmula E.[123]
  -  Xander Schauffele vence o Aberto Britânico de Golfe (The Open).[124]
  -  Tadej Pogačar vence o Tour de France.[125]
- 31 de julho -  Adriana Ruano ganha a medalha de ouro no tiro esportivo feminino nas Olimpíadas de Paris de 2024 e conquista a primeira medalha de ouro da história da Guatemala nos Jogos Olímpicos.[126]

### Agosto
- 2 de agosto - A  França consegue o pódio triplo na corrida de BMX masculina nas Olimpíadas de Paris de 2024. A conquista foi a única das Olimpíadas e a primeira da França após 100 anos.[127]
- 3 de agosto
  -  Thea LaFond-Gadson vence a prova do salto triplo feminino nas Olimpíadas de Paris de 2024 e ganha a primeira medalha olímpica de Dominica na história dos Jogos Olímpicos.[128]
  -  Julien Alfred garante a medalha de ouro nos 100 metros rasos feminino nas Olimpíadas de Paris de 2024 e conquista primeira medalha olímpica de Santa Lúcia na história dos Jogos Olímpicos.[129][130]
  -  Nariman Kurbanov ganha a medalha de prata no cavalo com alças masculino nas Olimpíadas de Paris de 2024, dando ao Cazaquistão sua primeira medalha na ginástica na história do país nos Jogos Olímpicos.[131]
  -  Carlos Yulo conquista a medalha de ouro no solo masculino nas Olimpíadas de Paris de 2024 e se torna o primeiro atleta filipino e do Sudeste Asiático a ganhar uma medalha de ouro individual na ginástica na história dos Jogos Olímpicos.[132][130]
  -  David De Pina vence a disputa pela medalha de bronze no boxe masculino (até 51kg) nas Olimpíadas de Paris de 2024 e conquista primeira medalha olímpica de Cabo Verde na história nos Jogos Olímpicos.[133]
- 4 de agosto -  Kaylia Nemour conquista a medalha de ouro nas barras assimétricas nas Olímpiadas de Paris de 2024 e se torna a primeira africana a ganhar uma medalha olímpica na ginástica.[134]
- 6 de agosto -  Mijaín López conquista a medalha de ouro na luta greco-romana masculina (categoria até 130kg) nas Olimpíadas de Paris de 2024 e se torna o primeiro atleta pentacampeão olímpico em esporte individual.[135]
- 8 de agosto
  -  Letsile Tebogo conquista o ouro nos 200 metros rasos masculino nas Olimpíadas de Paris de 2024 e ganha a primeira medalha de ouro olímpica de Botsuana na história dos Jogos Olímpicos.[136]
  -  Arshad Nadeem ganha a medalha de ouro no lançamento de dardo nas Olimpíadas de Paris de 2024 e conquista a primeira medalha olímpica individual do Paquistão na história dos Jogos Olímpicos.[137]
  -  Cindy Ngamba vence a disputa pela medalha de bronze no boxe feminino (categoria peso médio) nas Olimpíadas de Paris de 2024 e conquista primeira medalha olímpica da Equipe Olímpica de Refugiados na história nos Jogos Olímpicos.[138]
- 9 de agosto
  -  B-girl Ami Yuasa ganha a primeira medalha de ouro no breaking, na estreia do esporte nas Olimpíadas de Paris de 2024.[139]
  -  Marileidy Paulino conquista a medalha de ouro nos 400 metros rasos feminino nas Olimpíadas de Paris de 2024 e se torna a primeira mulher da República Dominicana a ganhar ouro em qualquer esporte.[140]
- 10 de agosto
  - A  China se torna o primeiro país não europeu a conquistar o ouro olímpico na ginástica rítmica nas Olimpíadas de Paris de 2024.[141]
  -  Chermen Valiev vence a disputa pela medalha de bronze na luta livre masculina (até 74kg) nas Olimpíadas de Paris de 2024 e conquista primeira medalha olímpica da Albânia na história nos Jogos Olímpicos.[142]
- 11 de agosto
  -  Haruka Kitayuchi conquista a medalha de ouro no lançamento de dardo nas Olimpíadas de Paris de 2024 e se torna a primeira mulher do Japão a ganhar uma medalha olímpica no atletismo.[143]
  - A  Itália se torna campeã olímpica de vôlei feminino pela primeira vez na história.[144]
  - O  Brasil termina sua participação nas Olimpíadas de Paris de 2024 com um total de 20 medalhas (três medalhas de ouro, sete de prata e dez de bronze), na segunda melhor participação do país em Olimpíadas no total de medalhas. Foi a primeira vez na história que apenas mulheres ganharam medalhas de ouro.[145][146]
  - Os  Estados Unidos encerram sua participação nas Olimpíadas de Paris de 2024 com 126 medalhas, sendo 40 de ouro, e termina em primeiro lugar no quadro de medalhas.[147]
- 14 de agosto - O  Real Madrid vence a Supercopa da UEFA.[148]
- 18 de agosto -  Katarzyna Niewiadoma vence o Tour de France feminino.[149]

### Setembro
- 1 de setembro -  Scottie Scheffler vence a FedEx Cup de golfe.[150]
- 5 de setembro
  -  Cristiano Ronaldo se torna o primeiro jogador de futebol a atingir 900 gols oficiais durante a partida entre a Seleção Portuguesa de Futebol e a Seleção Croata de Futebol na primeira rodada da Liga das Nações da UEFA.[151]
  -  San Marino vence Liechtenstein por 1-0 na primeira rodada da Liga das Nações da UEFA e conquista sua primeira vitória oficial após 20 anos.[152]
- 6 de setembro
  -  John John Florence[nota 2] vence o Circuito Mundial Masculino de Surfe e se torna tricampeão mundial.[154]
  -  Caitlin Simmers vence o Circuito Mundial Feminino de Surfe e se torna campeã mundial.[155]
- 7 de setembro
  -  Aryna Sabalenka[nota 1] vence a chave simples feminina do US Open de Tênis.[156]
  -  Héctor Garzó vence a MotoE.[157]

- 8 de setembro
  -  Jannik Sinner vence a chave simples masculina do US Open de Tênis.[158]
  - O  Brasil encerra sua participação nos Jogos Paralímpicos de Verão de 2024 com 89 medalhas, sendo 25 de ouro, e termina em quinto lugar no quadro de medalhas, melhor posição do país na história das Paralimpíadas.[159]
  - A  China encerra sua participação nos Jogos Paralímpicos de Verão de 2024 com 220 medalhas, sendo 94 de ouro, e termina em primeiro lugar no quadro de medalhas pela sexta vez consecutiva.[160]
  -  Primož Roglič vence a Volta a Espanha.[161]
- 14 de setembro -  Rayssa Leal vence o Campeonato Mundial de Skate, na modalidade street feminino.[162]
- 15 de setembro
  -  Alex Palou vence o campeonato de Fórmula Indy.[163]
  -  Unicaja Málaga vence a Copa Intercontinental FIBA.[164]
- 22 de setembro
  - A  Europa vence a Laver Cup de Tênis.[165]
  -  Augusto Akio vence o Campeonato Mundial de Skate, na modalidade park masculino.[166]
  - A  Coreia do Norte vence a Copa do Mundo de Futebol Feminino Sub-20.[167]
- 29 de setembro
  - Os  Estados Unidos vencem a Presidents Cup de Golfe.[168]
  - O  Retrô vence o Campeonato Brasileiro de Futebol da Série D.[169]
  - O  Brasil vence o Campeonato Sul-Americano Sub-23 de Atletismo.[170]
  -  Milkesa Mengesha e  Tigist Ketema vencem a Maratona de Berlim.[171]

### Outubro
- 5 de outubro -  David Alonso vence a Moto3.[172]
- 6 de outubro - O  Brasil vence a Copa do Mundo de Futsal.[173]
- 13 de outubro -  John Korir e  Ruth Chepng'etich vencem a Maratona de Chicago.[174]
- 15 de outubro -  Samuel Pupo vence a WSL Challenger Series.[175]
- 19 de outubro
  - O  Corinthians vence a Copa Libertadores da América de Futebol Feminino.[176]
  - O  Volta Redonda vence o Campeonato Brasileiro de Futebol da Série C.[177]
  - O  Emirates Team New Zealand vence a America's Cup de Iatismo.[178]
- 20 de outubro - O  Brasil encerra sua participação no Campeonato Sul-Americano de Ginástica Artística com 14 medalhas, sendo 9 de ouro, ficando na primeira posição no quadro de medalhas.[179]
- 27 de outubro -  Ai Ogura vence a Moto2.[180]
- 28 de outubro
  -  Rodri é eleito o melhor jogador de futebol do mundo no prêmio Bola de Ouro, da revista France Football.[181]
  -  Aitana Bonmatí é eleita a melhor jogadora de futebol do mundo no prêmio Bola de Ouro, da revista France Football.[182]
  - O  Real Madrid é eleito o melhor clube de futebol do mundo no prêmio Bola de Ouro, da revista France Football.[183]
- 30 de outubro - O  Los Angeles Dodgers vence a World Series e é campeão da MLB.[184]

### Novembro
- 1 de novembro - O  Fluminense vence o Campeonato Brasileiro de Futebol Sub-17.[185]
- 3 de novembro
  - A  Coreia do Norte vence a Copa do Mundo de Futebol Feminino Sub-17.[186]
  -  Abdi Nageeye e  Sheila Chepkirui vencem a Maratona de Nova York.[187]
- 9 de novembro -  Coco Gauff vence o WTA Finals.[188]
- 10 de novembro - O  Flamengo vence a Copa do Brasil de Futebol.[189]
- 16 de novembro - O  Santos vence o Campeonato Brasileiro de Futebol da Série B.[190]
- 17 de novembro
  -  Jorge Martín vence a MotoGP.[191]
  -  Jannik Sinner vence o ATP Finals.[192]
- 23 de novembro - O  Racing vence a Copa Sul-Americana de Futebol.[193]
- 24 de novembro
  -  Max Verstappen vence a Fórmula 1.[194]
  -  Thierry Neuville e  Martijn Wydaeghe vencem o Campeonato Mundial de Rali.[195]
  - A  Itália vence a Copa Davis.[196]
- 30 de novembro - O  Botafogo vence a Copa Libertadores da América.[197]

### Dezembro
- 7 de dezembro - O  Peru vence os Jogos Bolivarianos.[198]

- 8 de dezembro
  -  Gabriel Bortoleto vence a Fórmula 2.[199]
  - O  Botafogo vence o Campeonato Brasileiro de Futebol.[200]
  - O  Vasco da Gama vence a Copa Libertadores de Futebol de Areia.[201]
- 12 de dezembro -  Gukesh Dommaraju vence o Campeonato Mundial de Xadrez.[202]
- 15 de dezembro
  - O  Sada Cruzeiro vence o Campeonato Mundial de Clubes de Voleibol Masculino.[203]
  - O  Fluminense vence a Copa São Paulo de Futebol Feminino.[204]
  -  Rayssa Leal vence a SLS Super Crown e se torna tricampeã mundial.[205]
- 17 de dezembro
  - O  Milwaukee Bucks vence a Copa da NBA.[206]
  -  Vinícius Jr. eleito o melhor jogador de futebol do mundo no prêmio The Best da FIFA.[207]
  -  Aitana Bonmatí eleita a melhor jogadora de futebol do mundo no prêmio The Best da FIFA.[207]
- 18 de dezembro - O  Real Madrid vence a temporada inaugural da Copa Intercontinental da FIFA.[208]
- 22 de dezembro -  João Fonseca vence o Next Generation ATP Finals.[209]
- 31 de dezembro -  Wilson Too e  Agnes Keino vencem a Corrida Internacional de São Silvestre [210]